# Lee Dong-wook
Lee Dong-wook (Seul, 6 de novembro de 1981) é um ator sul-coreano. Ele é mais conhecido por seus papéis principais nos dramas de televisão My Girl (2005), Scent of a Woman (2011), Hotel King (2014), Guardian: The Lonely and Great God (2016-2017), A Lenda do Nove Caudas (2020-2021) e Uma Loja para Assassinos (2024).

## Carreira
Lee Dong-wook fez sua estréia como ator no ano de 1999, e passou a interpretar uma série de papéis na televisão antes de conquistar o estrelato com a comédia romântica My Girl de 2005. O mesmo tornou-se um sucesso comercial durante sua exibição tanto na Coreia do Sul como em toda a Ásia, o que fez de Lee uma estrela da chamada onda Hallyu. Mais tarde, ele estrelou os dramas La Dolce Vita (2008), Partner (2009), Scent of a Woman (2011), Wild Romance (2012), The Fugitive of Joseon (2013), e o drama de vingança Hotel King (2014), no qual reuniu-se com a co-protagonista de My Girl, Lee Da-hae. Lee então estrelou a série de ação e fantasia Blade Man e o drama de romance Bubble Gum.
Em novembro de 2011, Lee assinou contrato com a agência King Kong Entertainment, que também gerencia outros atores como Kim Bum, Lee Kwang-soo, Lee Chung-ah, Kim Sun-a. Entre abril de 2012 a janeiro de 2013, ele foi o apresentador do talk show Strong Heart juntamente com o comediante Shin Dong-yup e posteriormente, juntou-se ao reality show Roommate, exibido de 2014 a 2015.
Em 2016 e 2017, Lee estrelou ao lado do ator Gong Yoo o drama de fantasia e romance, Guardian: The Lonely and Great God, que ajudou a ressurgir sua carreira de ator.

## Filmografia

### Dramas de televisão
| Ano       | Título                                  | Papel             | Rede    |
| --------- | --------------------------------------- | ----------------- | ------- |
| 1999      | MBC Best Theater "길밖에도 세상은 있어" | Sung-joon         | MBC     |
| 1999      | School 2                                | Lee Kang-san      | KBS     |
| 2000      | School 3                                | Lee Kang-san      | KBS     |
| 2000      | Secret                                  | Kang Hyun-soo     | MBC     |
| 2001      | Pure Heart                              | Jang Ho-gu        | KBS2    |
| 2001      | A Dreaming Family                       |                   | KBS     |
| 2001      | Drama City "Happier Than Heaven"        |                   | KBS2    |
| 2001      | This Is Love                            | Jae-hyun          | KBS     |
| 2001      | That's Perfect!                         | Dong-wook         | SBS     |
| 2002      | Let's Go!                               | Dong-wook         | SBS     |
| 2002      | Loving You                              | Lee Min           | KBS2    |
| 2002      | Honest Living                           | Lee Dong-wook     | SBS     |
| 2003      | Land of Wine                            | Song Do-il        | SBS     |
| 2003      | Merry Go Round                          | Park Sung-pyo     | MBC     |
| 2004      | Island Village Teacher                  | Jang Jae-doo      | SBS     |
| 2004      | Precious Family                         | Ahn Jung-hwan     | KBS2    |
| 2005      | Hanoi Bride                             | Park Eun-woo      | SBS     |
| 2005      | My Girl                                 | Seol Gong-chan    | SBS     |
| 2008      | La Dolce Vita                           | Lee Joon-soo      | MBC     |
| 2009      | Partner                                 | Lee Tae-jo        | KBS2    |
| 2011      | Scent of a Woman                        | Kang Ji-wook      | SBS     |
| 2012      | Wild Romance                            | Park Mu-yeol      | KBS2    |
| 2013      | The Fugitive of Joseon                  | Choi Won          | KBS2    |
| 2014      | The Story of Kang-gu                    | Kim Kyung-tae     | SBS     |
| 2014      | Hotel King                              | Cha Jae-wan       | MBC     |
| 2014      | Blade Man                               | Joo Hong-bin      | KBS2    |
| 2015      | Bubble Gum                              | Park Ri-hwan      | tvN     |
| 2016-2017 | Guardian: The Lonely and Great God      | Ceifador/Wang Yeo | tvN     |
| 2018      | Life                                    | Ye Jin-woo        | JTBC    |
| 2019      | Touch Your Heart                        | Kwon Jung-rok     | tvN     |
| 2019      | Strangers from hell                     | Seo Moon-jo       | OCN     |
| 2020      | Tale of The Nine-Tailed                 | Lee Yeon          | tvN     |
| 2021      | Bad and Crazy                           | Ryu Suyeol        | TVING   |
| 2023      | Tale of The Nine-Tailed 1938            | Lee Yeon          | tvN     |
| 2024      | A shop for killers                      | Jeong Jinman      | Disney+ |

### Filmes
| Ano  | Título             | Papel         |
| ---- | ------------------ | ------------- |
| 2006 | Arang              | Hyun-ki       |
| 2007 | The Perfect Couple | Kang Jae-hyuk |
| 2008 | Heartbreak Library | Kim Joon-oh   |
| 2010 | The Recipe         | Kim Hyun-soo  |
| 2015 | The Beauty Inside  | Woo-jin       |
| 2021 | A Year-End Medley  | Yong-Jin      |
| 2022 | Single in Seoul    | Park Youn-Ho  |

### Programas de variedades
| Ano       | Título                                               | Rede    | Notas                                |
| --------- | ---------------------------------------------------- | ------- | ------------------------------------ |
| 2006      | Wowowee                                              | ABS-CBN | convidado                            |
| 2006      | Sang Sang Plus – Generation to Generation: Old & New | KBS2    | convidado, episódio 84               |
| 2006      | Come to Play                                         | MBC     | convidado, episódio 102              |
| 2007      | Hey Hey Hey – Season 2                               | SBS     | convidado, episódio 9                |
| 2007      | Come to Play                                         | MBC     | convidado, episódio 126              |
| 2008      | Happy Together                                       | KBS2    | convidado, episódio 68               |
| 2011      | Healing Camp, Aren't You Happy                       | SBS     | convidado, episódio 11               |
| 2012-2013 | Strong Heart                                         | SBS     | MC                                   |
| 2012      | SBS Drama Awards                                     | SBS     | MC                                   |
| 2013      | Happy Together                                       | KBS2    | convidado, episódio 295              |
| 2013      | Running Man                                          | SBS     | convidado, episódios 133-134, 136    |
| 2013      | Infinite Challenge                                   | MBC     | convidado, episódio 360              |
| 2014      | Running Man                                          | SBS     | convidado, episódios 179-180         |
| 2014-2015 | Roommate                                             | SBS     | membro do elenco, temporadas 1-2     |
| 2014      | Entertainment Weekly                                 | KBS2    | convidado, episódio 1539             |
| 2015      | Running Man                                          | SBS     | convidado, episódio 263              |
| 2016      | The Return of Superman                               | KBS     | convidado, episódios 126,127,137,138 |
| 2016      | My Bodyguard                                         | OnStyle | MC                                   |
| 2019      | Because Lee Dong Wook Wants To Talk                  | SBS     | MC                                   |
| 2021      | Sea Of Hope                                          | JTBC    | Bartender Chefe                      |

### Aparições em vídeos musicais
| Ano  | Canção                         | Artista                | Notas                                           |
| ---- | ------------------------------ | ---------------------- | ----------------------------------------------- |
| 2005 | "Bye Bye Bye"                  | Monday Kiz             |                                                 |
| 2006 | "Spring, Summer, Fall, Winter" | Suho feat. Kim Tae-woo |                                                 |
| 2007 | "Lost in the Forest of Love"   | Jed                    |                                                 |
| 2008 | "As Much as We Loved"          | Suho                   |                                                 |
| 2009 | "Missed Call"                  | Suho feat. Kim Bum-soo |                                                 |
| 2010 | "Dandelion"                    | Zozo                   | Lee Dong-wook também dirigiu este vídeo musical |
| 2011 | "Replay"                       | Kim Dong-ryul          |                                                 |
| 2013 | "Cosmic Girl"                  | Kim Tae-woo            |                                                 |